# Carl Johan Thyselius
Carl Johan Thyselius i riksdagen kallad Thyselius i Stockholm, född 8 juni 1811 i Österhaninge socken, död 11 januari 1891 i Stockholm, var en svensk politiker och ämbetsman. Han var justitieråd 1856–1860, ecklesiastikminister 1860–1863, civilminister 1875–1880 och statsminister 1883–1884, som sådan var han den förste ofrälse.

## Politisk karriär
Thyselius, kom efter kansliexamen vid Uppsala universitet, att inleda en framgångsrik ämbetsmannakarriär med tunga politiska uppdrag. Han var bland annat justitieråd 1856–1860, ecklesiastikminister 1860–1863, president i Kammarkollegium 1864–1875 och civilminister 1875–1880. Efter Arvid Posses avgång 1883 åtog sig den 72-årige Thyselius motvilligt statsministerämbetet på Oscar II:s begäran för ett år. Han blev därmed Sveriges förste ofrälse statsminister.

## Familj
Thyselius var son till biskopen Pehr Thyselius och Christina Margareta Bergsten. Han gifte sig 1848 med Charlotta Melart (född 1828) från Finland. De fick fyra barn: Hedvig Christina (född 1849) som blev mor till konsertpianisten och tonsättaren Manulita de Anduaga, Augusta Louise (Lovisa) Ulrika (1850–1931) gift 1880 med kammarherren friherre Henric Ramel (1848–1928) och som kom att bli farmor till artisten Povel Ramel, Per Gustaf Ferdinand (född 1851) och Siri Maria (född 1854), gift med den norske diktaren Nils Collett Vogt. Hon ärvde Thyselius gods, Finnåker, strax utanför Fellingsbro.

## Utmärkelser
- Kungliga Serafimerorden

[Redigera Wikidata]